# Treehouse of Horror XXII
Treehouse of Horror XXII, titulado La Casita del Horror XXII en Hispanoamérica y La Casa-Árbol del terror XXII en España, es el tercer episodio de la vigesimotercera temporada de la serie de animación Los Simpson. Se emitió el 6 de noviembre de 2011 en Estados Unidos por FOX.
El episodio parodia las películas 127 horas, Avatar, Le Scaphandre et le Papillon, Spider Man, y a la serie televisiva Dexter.

## Sinopsis

### Secuencia de apertura
Después de que Bart, Lisa y Maggie fueran a pedir dulces en Halloween, Marge decide cambiarles los dulces por dentífricos y ordena a Homer donarlos al ejército de salvación. Homer se niega a hacerlo y se abalanza sobre la montaña de dulces para comérselos. Sin embargo, falla en su intento y cae en un abismo mientras su brazo queda atorado en una roca. Para mala suerte de Homer, debe comerse los brazos para escapar. Después del tercer intento, Homer logra librarse pero los dulces fueron cambiados por verduras. Bart, Lisa y Maggie tienen los verdaderos dulces.
La apertura es una parodia de la película 127 horas, en la que el protagonista queda atrapado bajo rocas por más de cinco días.

### The Diving Bell and the Butterball
En este segmento, una parodia de Le Scaphandre et le Papillon y Spider Man, Homero despierta y tiene una analepsis sobre algo que le sucedió, pero está paralizado. Recuerda que estaba limpiando el garaje, cuando decidió perseguir a una araña para aplastarla. La araña lo muerde y queda paralizado. Más tarde, mientras Marge le está poniendo una chaqueta, Homero dice en su mente este es el amor más puro. Lisa le iba a leer el libro Los hermanos Karamázov y Homero empieza a pensar cómo puede expresarle lo que quiere decir. Entonces empieza a soltar gases. Lisa está impresionada con la habilidad de su padre y le dice el abecedario para que pueda decir lo que siente. Después de que llevan las primeras dos letras, Lisa abre la ventana por el olor.
Lisa logra escribir el texto que Homero dictó querida Marge: aunque mi cuerpo no se mueve mi corazón aún late y mi cerebro aún cerebra, extraño tenerte entre mis brazos más de lo que puede decir mi trasero. Tal vez algún día habrá una cura aunque requiere meses de difícil terapia física la aceptaré. Tú eres la luz que me guía en mis horas más oscuras, para más comunicación necesito más frijoles. Te amo.
Después, Homero es picado por una araña radioactiva y se convierte en Spider-Man, aún estando paralizado. Así, lleva a Marge a pasear y pasan por una casa de retiro del elenco de Spiderman.

### Dial D for Diddly
Después de escuchar a quien cree que puede ser Dios, Ned Flanders comienza a asesinar a varias personas en Springfield (Patty y Selma, el Señor Burns y varios más). Al final, Ned descubre que Homer se estaba haciendo pasar por Dios. Homer admite que Dios no existe y se dispone a quemar la Biblia. En ese momento, aparece Dios para estrangular a Homer. Sin embargo, el Diablo aparece ordenándole a su "esclavo" prepararle un café. Cuando Flanders dice "que podría ser peor" aparece su difunta esposa Maude, diciéndole al Diablo "cariño, vuelve a la cama".

### In the Na'Vi
Es el futuro y hay una guerra. Krusty el Payaso manda a explotar una sustancia llamada "Hilarrium" en el planeta de los extraterrestres Kang y Kodos "Reigel 7". Los militares mandan a Bart (un soldado en silla de ruedas) y a Milhouse en forma de Avatares. Bart se infiltra en el planeta y deja embarazada a la hija de Kang. Bart ve que el Hilarrium lo produce la Reina. Se desata una pelea entre su "amorcito" y los militares, dirigidos por el Superintendente Chalmers. Al final, los militares son vencidos por los animales del planeta. Kang y Kodos admiten que si les hubiesen pedido la sustancia, se las habrían dado.
Al terminar este episodio, Lisa habla a la audiencia diciendo que Halloween ya terminó y que inicien las compras de Navidad.